# Für Dich (Zeitschrift)
Für Dich – Illustrierte Wochenzeitung für die Frau war eine in der DDR verlegte Frauenzeitschrift. Vorgängerin der Für Dich war die Zeitschrift Die Frau von heute, die 1962 eingestellt wurde. Die Für Dich wurde erstmals im Dezember 1962 als Probeausgabe hergestellt. Ab 1963 erschien sie dann regulär in wöchentlicher Erscheinungsweise im Berliner Verlag. Erste Chefredakteurin war Yvonne Freyer, später hatte Lieselotte Thoms-Heinrich diesen Posten inne. Als Moderedakteurin der Zeitschrift war von 1967 bis 1980 Josefine Edle von Krepl tätig. Als Bildreporter arbeitete u. a. Ulrich Burchert für die Zeitung.
Mit der Ausgabe 24/91 wurde im Juni 1991 das Erscheinen eingestellt.